# Altenburg (Familienname)
Altenburg ist ein deutscher Familienname.

## Namensträger
- Albert Altenburg (1894–1950), deutscher Holzschnitzer und Architekt
- Andreas Altenburg (* 1969), deutscher Rundfunkmoderator und Autor
- Christian Gottlieb Altenburg (1742–1826), deutscher Mediziner und Heimatforscher
- Cornelis van Altenburg (1871–1953), niederländischer Sportschütze
- Dadja Altenburg-Kohl (* 1949), tschechische Ärztin und Unternehmerin
- Detlef Altenburg (1947–2016), deutscher Musikwissenschaftler
- Dieter Altenburg (1942–2019), deutscher Rudertrainer
- Dietrich von Altenburg († 1341), 19. Hochmeister des Deutschen Ordens
- Eduard Altenburg (1894–1943), deutscher Politiker (NSDAP)
- Felix Altenburg (1889–1970), deutscher Diplomat
- Franz Josef Altenburg (1941–2021), österreichischer Keramikkünstler, Bildhauer und Maler
- Günther Altenburg (1894–1984), deutscher Diplomat im Zweiten Weltkrieg und „Bevollmächtigter des Reichs“ für das besetzte Griechenland
- Günther Johannes Altenburg (1940–2017), deutscher Diplomat
- Johann Ernst Altenburg (1734–1801), deutscher Komponist, Organist und Trompeter
- Karl-Georg Altenburg (* 1963), deutscher Bankmanager und Sportfunktionär
- Kurt Altenburg (* 1922), deutscher Physiker
- Leopold Altenburg (* 1971), österreichischer Schauspieler
- Lisa Altenburg (* 1989), deutsche Hockeynationalspielerin
- Marichen Altenburg (1799–1869), Mutter des Dichters Henrik Ibsen
- Matthias Altenburg (Pseudonym: Jan Seghers, * 1958), deutscher Journalist und Schriftsteller
- Michael Altenburg (1584–1640), deutscher Komponist
- Otto Altenburg (1873–1950), deutscher Historiker und Gymnasialprofessor
- Peter N. Altenburg (* 1960), eigentlicher Name von Karl Nagel (Politiker, 1960), deutscher Künstler und Politiker
- Tilman Altenburg (* 1959), deutscher Wirtschaftsgeograf
- Valentin Altenburg (* 1981), deutscher Hockeytrainer
- Wilhelm Altenburg (1835–1914),  deutscher Gymnasiallehrer und Spezialist für Musikinstrumentenbau
- Wolfgang Altenburg (1928–2023), deutscher General